# Anamudi
Anamudi (Malayalam:ആനമുടി) is een berg in de Zuid-Indiase staat van Kerala. Het is de hoogste berg van de West-Ghats bergketen en Zuid-India. De naam van de berg is afgeleid van de Malayalam-woorden ana, "Olifant" en mudi "Voorhoofd".